# 宮城県道130号南仙台停車場線
宮城県道130号南仙台停車場線（みやぎけんどう130ごう みなみせんだいていしゃじょうせん）は、宮城県仙台市太白区の東日本旅客鉄道 南仙台駅と旧道の国道4号を結ぶ一般県道である。

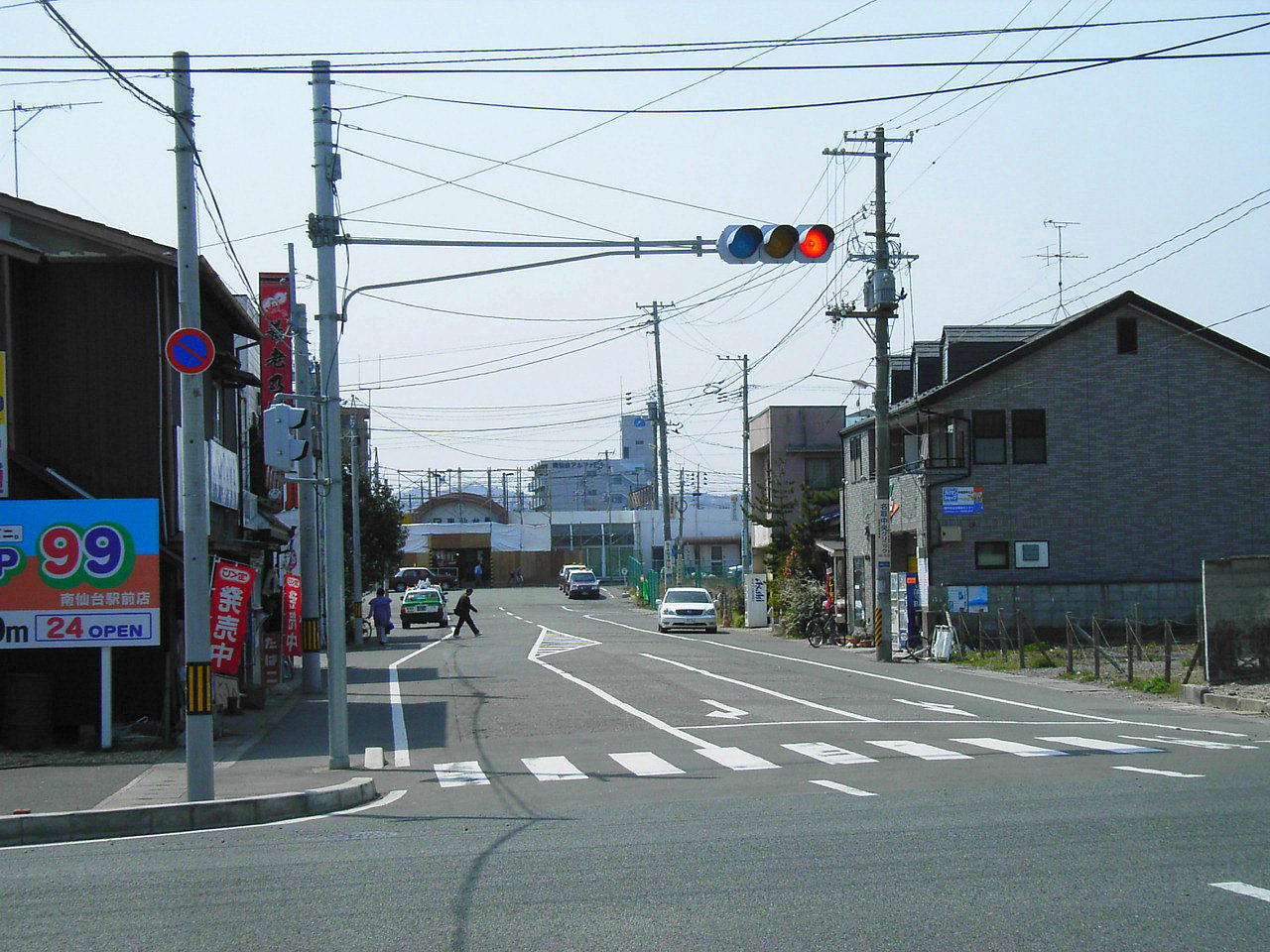
短い全線を見通す。奥が南仙台駅（2005年）

## 路線概要
- 起点：南仙台駅
- 終点：宮城県仙台市太白区中田 （交差点＝国道4号交点）
- 延長：0.1 km

## 通過する自治体
- 宮城県
  - 仙台市
    - 太白区

## 接続する道路
- 国道4号 （仙台市）